# Hydraena iriomotensis
Hydraena iriomotensis är en skalbaggsart som beskrevs av Manfred A. Jäch och Díaz 1999. Hydraena iriomotensis ingår i släktet Hydraena och familjen vattenbrynsbaggar. Inga underarter finns listade i Catalogue of Life.